# Celso Ribeiro Bastos
Celso Seixas Ribeiro Bastos (São Paulo, 1938 — ibidem, 2003) était un juriste et professeur de droit brésilien, spécialisé en droit constitutionnel et fiscal.

## Biographie
Celso Ribeiro Bastos obtint un doctorat en droit à l’université pontificale catholique de São Paulo et étudia pendant deux ans à l’université de Paris. Agrégé de l’université en droit constitutionnel, il enseigna ensuite, dans son université d’origine, le droit constitutionnel et le droit des relations économiques internationales et fut le coordinateur du programme de postdoctorat en ces matières.  
Il fut membre du Conseil aux études juridiques de la Fédération du commerce de l’État de São Paulo, ainsi que du directoire de l’Académie internationale de droit et d’économie. Il occupa le poste de directeur général de l’Institut brésilien de droit constitutionnel, qu’il avait contribué à fonder, et de procureur de l’État de São Paulo.
Il fut le cofondateur de la revue brésilienne Revista de Direito Constitucional e Internacional, éditée par la Revista dos Tribunais. 
Atteint de leucémie, il décéda le 8 mai 2003, à l’âge de 64 ans, à l’hôpital Beneficência Portuguesa de São Paulo.

## Hommages et récompenses
Le 29 avril 1992, Celso Ribeiro Bastos se vit décerner par le président de la république, sur proposition du Conseil de l’Ordre de Rio Branco, le titre de Commandeur ; à nouveau, le 30 avril 1998, le président de la république l’honora du titre de Grand Officier du même ordre de Rio Branco.

## Œuvre
Celso Ribeiro Bastos était l’auteur de très nombreux articles et avait fait paraître une quinzaine d’ouvrages traitant de droit, dont en particulier : 
- Curso de Direito Constitucional
- Comentários à Constituição do Brasil, en collaboration avec le professeur Ives Gandra Martins
- Curso de Direito Financeiro e Tributário
- Curso de Direito Constitucional
- Curso de Direito Administrativo
- Curso de Teoria do Estado e Ciência Política
- Hermenêutica e Interpretação Constitucional